# Točka (računalna grafika)
Točka u računalnoj grafici označava najmanju (osnovnu) jedinicu od koje je slika sastavljena. Ovaj pojam je u uskoj vezi s pojmom točke u geometriji i likovnoj umjetnosti. Osim pojma točke upotrebljavaju se i pojam piknjica ako se pojam želi razlikovati od matematičkog ili likovnog pojma točke. Također, u literaturi direktno prevednoj s engleskog jezika susrećemo se s činjenicom da se pojam piksel (od eng. pixel) često ne prevodi.
Rasterska grafika je najjednostavniji način pohrane kontinuiranih slika u digitalnom računalu. Pohrana se obavlja procesom zvanim digitalizacija, te te slike nazivamo digitalnim slikama. Primjer tako zapisane slike je bilo koja slika nastala digitalnim fotoaparatom. Alternativan način zapisa slike je putem vektorske grafike.
Digitalne sive slike su spremljene kao polje točaka (dvodimenzionalni niz), gdje je svaka točka definirana svojim položajem ((x,y) koordinatama) i iznosom, odnosno trojkom (x,y,i). U slučaju da želimo zapamtiti sliku u boji moramo se služiti paletom boja ili neki od standardnih prostora boja poput RGB ili HSV. Ako upotrebljavamo paletu boja zapravo primjenjujemo tablicu koja nam za svaku nijansu sive određuje u koju boju se ona preslikava prilikom iscrtavanja na zaslonu. Primijetimo da je dubina boje u tom slučaju ograničena brojem razina sive (obično potencije broja 2, poput 16 ili 256). Ako sliku pamtimo u nekom prostoru boja poput RGB prostora boja, tada je svaka piknjica spremljena u tri kanala, odnoso zapamćena je kao petorka (x,y,r,g,b). Posljednja tri elementa nose vrijednost pojedinog kanala u prostoru boja redom: r-crvenog, g-zelenog i b-plavog. Te tri boje predstavljaju osnovne boje čijim miješanjem možemo dobiti ostale boje. Primijetite da ako svaki kanal može zapamtiti 256 nijansi tada je ukupan broj boja iznosi (256)^3 ~ 16 milijuna. Tolika dubina boje se postiže nauštrb memorijskog prostora, jer umjesto jednog kanala sada pamtimo tri, čime okupiramo trostruko više memorijskog prostora u računalu
Broj piknjica od kojih je sastavljena slika definiran je razlučivošću. Proizvođač definira optimalnu i maksimalnu razlučivost zaslona, a ostale moguće standardne razlučivosti zavise od grafičke kartice. Veća razlučivost rezultira preciznijim razlaganjem detalja, većom oštrinom crtanja, većim obuhvatom objekata koji će stati u prostor zaslona i većom "izvornom veličinom" (100%) slike. Za dojam oštrine bitna je veličina piknjice, odnosno razmak između dijagonalno susjednih piknjica (istog kanala). Ta se vrijednost kreće oko 0,25 mm (manje je bolje). Ipak, na dojam oštrine utječu i druge okolnosti.
Kod LCD zaslona optimalna je maksimalna razlučivost, tj. kod najveće razlučivosti najveća je jasnoća slike. Kod manje razlučivosti zaslona od "nominalnog" vrijednost piknjice se interpolira, što zamućuje sliku, tj. slika na LCD zaslonu ima najbolju oštrinu jedino na najvećoj rezoluciji.